# Ben Gerritsen (voetballer)
Ben Gerritsen (Velp, 30 mei 1949) is een Nederlands voormalig professioneel voetballer die als centraal verdediger actief was.

## Clubcarrière
Gerritsen speelde eerst als aanvaller in de jeugdopleiding van Vitesse en speelde tussen 1970 en 1972 in het eerste elftal. In de zomer van 1972 verkaste hij naar N.E.C., waarvoor hij op 20 augustus debuteerde, toen er met 1-1 werd gelijkgespeeld tegen FC Groningen. Gerritsen speelde het gehele duel als centraal duo met Cees Kornelis. Uiteindelijk zou hij nog vijf seizoenen voor de Nijmeegse club spelen, waarvan één in de Eerste divisie. In 1977 trok hij naar De Graafschap, waar hij nog een jaar speelde.

## Trainerscarrière
Nadien werd hij trainer in het amateurvoetbal en had De Treffers (algeheel amateurkampioen 1991), GVVV, SV Babberich en RKHVV onder zijn hoede. Ook was hij assistent-trainer bij Vitesse. Hij was als docent verbonden aan de KNVB. In 2014 werd hij hoofd opleidingen bij RKHVV waar hij eind oktober 2018 andermaal hoofdtrainer werd.